# 제8일의 밤
"제8일의 밤"은 2021년에 넷플릭스에서 공개된 대한민국의 영화이다.

## 줄거리
"한때 엑소시스트였던 한 남자가 풀려난 악마와 맞서기 전까지 고통받는다. 밤은 현실과 비현실 사이에 존재하며, 악마의 부활을 막기 위한 그들의 싸움이 시작되었다!"
약 2천5백 년 전 (2천5백 년 전), 지옥에서 인간계로 다리를 건너온 괴물이 인간의 고통을 만들어냈다. 부처는 괴물에게서 붉은 눈과 검은 눈을 모두 뽑아내어 다른 사리함에 봉인했다. 붉은 눈은 부처에게 항복하기 전에 7일 동안 인간의 몸속에 숨어 도망쳤다. 8일째 되는 날, 붉은 눈은 뒤를 돌아보았다. 부처에게서 도망칠 수 없다는 것을 알고 항복했다. 눈은 극동의 절벽과 극서의 사막에 묻혔다. 부처는 제자들에게 그들이 결코 만나지 않도록 하라고 지시했다.
현재, 김준철 교수(최진호)는 사리함의 존재를 증명하기 위해 사막으로 향한다. 그는 사리함 중 하나로 추정되는 유물을 발견한다. 그러나 과학계는 그의 발견을 사기라고 선언하고, 그는 모든 사람들에게 외면당한다. 14년 후, 이제 비뚤어진 김 교수는 검은 눈과 붉은 눈을 재결합하여 자신의 발견의 진실을 증명하기로 결심한다. 그는 사리함을 열고 여섯 병의 피를 자신의 피와 함께 붓는다. 김 교수가 포기하려 할 때, 붉은 눈이 사리함에서 나타나 김 교수를 빙의하는 것으로 보인다.
광주에서, 검은 눈 사리함의 수호자인 하정 스님(이얼)은 붉은 눈이 다시 깨어났음을 깨닫는다. 그는 젊은 승려 청석(남다름)에게 두 눈을 가진 괴물의 전설을 이야기한다. 그날 밤 늦게, 하정 스님은 청석에게 붉은 눈이 깨어났고 곧 검은 눈과 재결합할 것이라고 말한다. 그들은 붉은 눈이 검은 눈과 재결합하는 것을 막기 위해 적어도 일곱 번째 기둥인 처녀 무당을 죽여야 한다. 청석은 선화 스님(이성민)을 찾아 상황을 알려야 한다. 다음날 아침, 청석은 하정 스님이 잠든 것으로 보이는 채로 앉은 자세로 입적한 것을 발견하고, 사리함은 죽은 승려 옆에 놓여 있다.
한편, 칠곡에서는 붉은 눈이 사냥꾼에게 빙의하여 한 커플이 묵고 있는 외딴 모텔로 들어간다. 여자는 남자친구에게 무료 건강 검진과 혈액 검사를 받았던 명상 모임에 대해 이야기한다. 사냥꾼은 그 커플을 공격하는 것으로 보인다. 김호태 형사와 동진 형사는 현장을 조사하고 사냥꾼의 시체가 쪼그라들고 부패한 것을 발견한다. 카메라에는 여자가 모텔을 떠나는 모습이 찍혀 있다. 나중에 같은 여자가 다른 장소에서 발견되는데, 그녀의 시체는 사냥꾼과 비슷한 상태로, 둘 다 두개골에 구멍이 나 있다. 두 희생자의 기이한 상태 때문에 동진은 자신이 아는 무당에게 도움을 요청할 것을 제안한다. 그러나 회의적인 김은 그 생각을 거절한다.
청석은 선화 스님을 찾아 광주를 떠난다. 불행히도 그는 사리함과 약간의 돈이 들어 있던 가방을 잃어버렸다. 그는 군중 속으로 사라진 어린 소녀(김유정)가 그것을 훔쳤다고 추정한다. 청석은 이제 건설 노동자가 된 선화를 찾아 그에게 (묵언 서약 때문에 글로) 광주에서 일어난 일을 말한다. 회상 장면을 통해 하정의 영혼은 선화가 하정의 후계자가 되고 싶지 않아 수도원을 떠났다는 것을 드러낸다. 선화는 또한 '길 잃은 영혼들이 승천하도록 돕는' 의무를 소홀히 하여 수많은 영혼들이 이제 그의 등에 들러붙어 있다. 다음날 아침, 선화는 일곱 번째 기둥을 찾아 떠날 준비를 하고, 청석이 그를 따른다. 선화는 일곱 번째 기둥이 광주 승려들이 알고 있는 처녀 무당이라고 추정한다. 선화는 청석에게 잘해주며 새 신발도 사준다. 청석은 선화에게 감사하며 무심결에 묵언 서약을 깨뜨린다.
한편, 붉은 눈은 모텔의 여자에게서 벗어나 다른 사람에게 빙의하고, 모텔의 여자는 말라붙고 부패하게 만든다. 오토바이 배달원은 터널에서 빙의된 여자를 지나쳐 멈춰 서는데, 둘 다 같은 명상 모임에 속해 있다는 것을 알아본다. 붉은 눈은 그 배달원에게 빙의한다. 나중에 김 형사는 두 번째 빙의된 여자의 시체가 발견된 범죄 현장에 불려간다. 처음 두 희생자처럼 그녀의 시체는 쪼그라들고 부패했으며 두개골에 큰 구멍이 나 있다. 오토바이와 배달 가방이 근처에 버려져 있다.
버스를 타기 전에 선화는 꿈속에서 하정의 영혼에게 다시 방문을 받는다. 청석의 어머니가 음주 운전으로 선화와 그의 가족에게 사고를 냈다는 것이 밝혀진다. 그의 아내와 딸이 죽어 그는 광주에서 승려가 되었다. 청석의 어머니는 자살하기 전에 하정 스님에게 편지를 보내 청석을 입양해 달라고 부탁하고 그의 가족의 죽음에 대해 선화에게 사과했다. 버스에서 내린 후 선화는 청석에게 그 지역의 무당 서비스를 찾아보라고 말하며 처녀 무당을 찾기를 희망한다. 최근의 기이한 살인 사건을 알게 된 선화는 여자와 배달 오토바이가 발견된 터널로 간다. 김 형사가 그를 막아 선화의 신분증을 요구한다. 김이 선화에게 도끼가 들어있는 가방을 열어달라고 요청하자 선화는 도망치려 한다. 둘은 몸싸움을 벌이고 선화는 수색 지역을 표시한 지도를 놓고 가야만 한다.
청석은 처녀 무당의 집을 찾고, 흰 드레스를 입은 젊은 여자가 그를 들여보내준다. 그는 그녀가 자신의 가방을 훔쳤을지도 모르는 그 젊은 여자와 같은 사람이라는 것을 알아본다. 청석은 떠나지만, 밖에 발을 내딛자마자 한 학생이 자신을 쳐다보는 것을 본다. 그 학생은 자신의 얼굴에 붉은 눈을 드러내며 여섯 번째 기둥임을 밝힌다. 청석은 두려워 도망쳐 선화와 만났을 때 일어난 일을 알린다. 선화는 청석에게 집으로 돌아가라고 말하고 그가 일곱 번째 기둥이자 처녀 무당이라고 믿는 무당 집의 젊은 여자를 죽일 의도를 밝힌다. 그들은 각자 다른 길을 가지만, 청석은 무당 집으로 다시 달려가 그 젊은 여자를 데려간다. 한편, 동진은 김에게 선화의 과거와 희생자들이 모두 김준철 교수의 자살하려는 사람들을 위한 명상 모임을 통해 어떻게 연결되었는지 알린다. 동진은 사실 명상 모임에서 처녀 무당을 만났는데, 그녀는 아직 살아있으며 청석이 방문했고 흰 드레스를 입은 젊은 여자를 만났던 그 처녀 무당의 집 주인이다. 동진은 자신의 피로 만든 같은 처녀 무당의 부적을 가지고 있는데, 동진을 자살에서 구해준 것에 대해 김에게 감사하며 선물한다. 김은 동진에게 떠나라고 말하고 자신은 선화의 지도를 사용하여 선화를 추적한다.
선화는 처녀 무당의 집을 찾아 얼굴이 부적으로 덮인 무당과 대면한다. 선화가 그녀를 쓰러뜨리려 할 때, 김 형사가 제때 도착하여 그를 막고 둘은 다시 대치한다. 김이 선화에게 수갑을 채우기 전에, 붉은 눈 학생이 도착하여 그를 멀리 던진다. 동진의 부적이 김을 더 이상의 해로부터 보호한다. 붉은 눈 학생은 청석과 젊은 여자가 이미 떠났다는 것을 깨닫고 떠난다. 선화는 학생을 따라가 자신의 피로 도끼에 부적을 새긴다. 그러나 붉은 눈 학생은 고의로 동진의 차 앞으로 달려들어 어린 형사를 속여 그에게 빙의한다. 붉은 눈이 학생의 몸을 떠나 동진에게 들어가자, 학생은 땅에 쓰러져 시체가 검게 변하고 쪼그라든다. 붉은 눈 동진은 선화를 죽이지 않고, 그에게 광주로 돌아가면 죽을 것이라고 말한다.
한편, 청석은 흰 드레스를 입은 젊은 여자를 광주로 데려온다. 선화와 붉은 눈 동진은 나중에 도착한다. 김 형사는 처녀 무당의 집으로 돌아가는데, 그곳에서 선화가 거의 죽일 뻔했던 여자가 실제 처녀 무당이라는 것이 밝혀진다. 흰 드레스를 입은 젊은 여자는 김 교수를 괴롭히던 유령이다. 진짜 처녀 무당은 유령의 이름이 애란이며, 김 교수가 구한 학대받던 아이라고 밝힌다. 김 교수는 그녀를 괴물의 두 눈을 재결합하는 데 필요한 희생물로 삼으려 했다. 김 교수는 또한 명상 모임 회원들을 속여 무료 혈액 검사를 통해 피를 기증하게 했는데, 수집된 피를 사용하여 붉은 눈을 소환하고 궁극적으로 그들을 일곱 개의 디딤돌로 만들려는 의도였다. 애란이 처녀 무당에게 들러붙은 후, 그녀는 무당을 이용하여 동진을 속여 자신의 피를 주게 했고, 그래서 그는 나중에 무당 대신 빙의될 수 있었다. 또한 애란에게 빙의된 이 처녀 무당이 청석에게서 사리함을 가져갔다. 김 형사는 동진을 찾아 광주로 떠난다.
선화는 버려진 판잣집에서 청석을 찾고, 젊은 승려는 자신이 처음부터 사리함을 가지고 홀로 있었다는 것을 깨닫는다. 선화는 청석에게 동진을 함정에 빠뜨리고, 대신 붉은 눈이 자신에게 빙의하게 한 다음, 청석이 결정타를 날리는 계획을 지시한다. 계획은 잘 진행되어 동진을 안에 가두는 데 성공한다. 그러나 동진은 애란이나 처녀 무당이 자신이 필요로 했던 일곱 번째 기둥이 아니라는 것을 밝혔다. 애란의 목적은 일곱 번째 기둥인 청석을 유혹하는 것이었다. 선화가 수도원을 떠나 하정의 후계자가 되지 않았기 때문에 그 직함은 청석에게 넘어갔다. 이것은 검은 눈이 담긴 사리함을 열 수 있는 능력이 오직 청석에게만 있다는 것을 의미했다. 동진은 애란의 유령에게 근처에 숨어있는 청석을 찾아내라고 명령한다. 여전히 유혹당한 애란은 선화가 만든 부적이 달린 청석의 승복을 벗길 수 있었다. 동진은 선화에게 인생에서 실패한 대가로 자신을 쏘라고 명령하지만, 선화는 동진을 쏘지만 소용없다.
청석은 빙의된 동진에게서 도망치고 김 형사와 마주친다. 김 형사는 동진을 막으려 하지만 다시 격렬하게 옆으로 던져지고, 주머니에 있는 동진의 부적 덕분에 다시 보호받는다. 선화는 동진의 약한 왼쪽 다리를 쏘는 데 성공하지만 동진은 청석을 쫓아 기어간다. 선화는 동진의 등 뒤에 결정타를 날리지만, 김 형사에게 총을 맞는다. 김 형사는 동진에게 다가가지만 그의 시체는 급격히 말라붙고 부패한다. 붉은 눈은 성공적으로 청석에게 빙의되었고, 김 형사를 날카로운 나뭇가지에 던져 그를 죽인다. 검은 눈이 구체화되면서 붉은 눈은 죽어가는 선화를 붙잡는다. 그것은 청석의 어린 모습으로 변하여 선화를 고통스럽게 하여 어린 소년을 목 졸라 죽이도록 하는데, 그의 어머니가 그의 가족의 죽음의 원인이었다는 것을 상기시킨다. 그러나 선화는 저항하며 어린 소년의 뺨을 어루만진다. 붉은 눈은 다시 어른 청석으로 돌아와 도끼로 선화를 죽이려 한다. 선화는 주문을 외우며 청석의 팔을 붙잡는다. 그가 청석의 얼굴을 어루만질 때, 그는 사실 자신의 피로 다른 부적을 그리고 있었다. 이것은 붉은 눈이 선화에게 빙의하게 만들고, 그는 청석에게 자신을 죽여달라고 부탁한다. 청석은 용기를 내어 그렇게 하고, 선화를 죽여 붉은 눈과 검은 눈의 재결합을 막는다.
청석은 나중에 인도와 파키스탄 국경에서 목격되고, 사리함을 처음 발굴된 곳으로 되돌려 놓는다. 애란이 그 앞에 나타나고, 청석은 손을 내민다. 애란의 영혼이 청석의 손을 잡자, 그녀의 발목에 채워져 있던 사슬이 떨어져나가고, 그녀는 자유로워진 것으로 보인다.

## 캐스팅
- 이성민 : 진수 역 (젊은 역: 정만혜, 대역: 이확광, 이광기)
- 박해준 : 호태 역 (대역: 이상민, 권병철)
- 김유정 : 애란 역 (아역: 고나희)
- 남다름 : 청석 역 (아역: 이수한)
- 김동영 : 동진 역
- 이얼 : 하정스님 역
- 최진호 : 김준철 교수 역
- 고서희 : 처녀보살 역
- 류성현 : 밀렵꾼 역
- 김정현 : 모텔녀 역
- 박세현 : 여고생 역
- 박소은 : 터널녀 역
- 김한솔 : 배달남 역
- 주성환 : 반장 역
- 백승철 : 박수무당 역
- 박현우 : 형사 2 역
- 장지용 : 순찰경찰 1 역
- 송우림 : 순찰경찰 2 역
- 성도현 : 단속경찰 1 역
- 전신환 : 모텔남 역
- 김성중 : 모텔 주인 역
- 강수호 : 스님 1 역
- 안치욱 : 스님 2 역
- 고청휘 : 경찰 1 역
- 장원혁 : 경찰 2 역
- 한상철 : 건설인부 1 역
- 황인보 : 건설인부 2 역
- 고은혜 : 대전 매표소 직원 역
- 선우성 : 대구 매표소 직원 1 역
- 김영규 : 대구 매표소 직원 2 역
- 김용구 : 대구 택시기사 역
- 최대희 : 광주 택시기사 역
- 김상필 : 대구 버스기사 역
- 선보희 : 진수 아내 역
- 황지아 : 진수 딸 역
- 송지언 : 청석 엄마 역
- 김미소 : 패스트푸드 알바생 역
- 박두희 : 레깅스녀 역
- 고궁례 : 수원 보살님 역
- 최보민 : 수원 슈퍼주인 역
- 박정희 : 쪽방 앞 할머니 역
- 박인점 : 봇짐 할머니 역
- 송승환 : 빙의 남학생 역
- 아누팜 트리파티 : 오프닝 설법자 역 (목소리)
- 이미나 : 뉴스 앵커 역 (목소리)
- 김민정 : 뉴스 앵커 역 (목소리)
- 이윤선 : 뉴스 앵커 역 (목소리)
- 이승행 : 뉴스 앵커 역 (목소리)
- 김현수 : 뉴스 앵커 역 (목소리)
- 최호연 : 뉴스 앵커 역 (목소리)
- 이남우 : 귀신 역 (목소리)
- 김태양 : 귀신 역 (목소리)
- 이성호 : 귀신 역 (목소리)
- 유동희 : 귀신 역 (목소리)
- 전우민 : 귀신 역 (목소리)
- 송경아 : 귀신 역 (목소리)
- 이승민 : 귀신 역 (목소리)
- 서다솜 : 귀신 역 (목소리)
- 방미소 : 귀신 역 (목소리)
- 김진 : 귀신 역 (목소리)
- 유진규 : 오프닝 가면남 역 (특별출연)